# South Kelsey
South Kelsey – wieś w Anglii, w hrabstwie Lincolnshire, w dystrykcie West Lindsey. Leży 28 km na północ od Lincoln i 219 km na północ od Londynu.